# Fútbol masculino en los Juegos Asiáticos
El Fútbol masculino en los Juegos Asiáticos se disputa desde la primera edición de las justas en 1951 en Nueva Delhi, India con selecciones absolutas hasta la edición de 2002 cuando decidieron jugar con selecciones sub-23 al igual que el fútbol en los Juegos Olímpicos.
Corea del Sur es el máximo ganador de medallas de oro con 5.

## Ediciones anteriores
| Año           | Sede                         | · Medalla de oro              | Final Resultado    | · Medalla de plata            | · Medalla de bronce           | Resultado      | Cuarto lugar         |
| ------------- | ---------------------------- | ----------------------------- | ------------------ | ----------------------------- | ----------------------------- | -------------- | -------------------- |
| 1951 detalles | Nueva Delhi, India           | India                         | 1–0                | Irán                          | Japón                         | 2–0            | Afganistán           |
| 1954 detalles | Manila, Filipinas            | República de China            | 5–2                | Corea del Sur                 | Burma                         | 5–4            | Indonesia            |
| 1958 detalles | Tokio, Japan                 | República de China            | 3–2                | Corea del Sur                 | Indonesia                     | 4–1            | India                |
| 1962 detalles | Yakarta, Indonesia           | India                         | 2–1                | Corea del Sur                 | Malaya                        | 4–1            | Vietnam del Sur      |
| 1966 detalles | Bangkok, Tailandia           | Burma                         | 1–0                | Irán                          | Japón                         | 2–0            | Singapur             |
| 1970 detalles | Bangkok, Tailandia           | Burma Corea del Sur           | 0–0 t.s.1          |                               | India                         | 1–0            | Japón                |
| 1974 detalles | Teherán, Irán                | Irán                          | 1–0                | Israel                        | Malasia                       | 2–1            | Corea del Norte      |
| 1978 detalles | Bangkok, Tailandia           | Corea del Norte Corea del Sur | 0–0 t.s.1          |                               | China                         | 1–0            | Irak                 |
| 1982 detalles | Nueva Delhi, India           | Irak                          | 1–0                | Kuwait                        | Arabia Saudita                | 2–02           | Corea del Norte      |
| 1986 detalles | Seúl, Corea del Sur          | Corea del Sur                 | 2–0                | Arabia Saudita                | Kuwait                        | 5–0            | Indonesia            |
| 1990 detalles | Pekín, China                 | Irán                          | 0–0 t.s. (4–1) pen | Corea del Norte               | Corea del Sur                 | 1–0            | Tailandia            |
| 1994 detalles | Hiroshima, Japón             | Uzbekistán                    | 4–2                | China                         | Kuwait                        | 2–1            | Corea del Sur        |
| 1998 detalles | Bangkok, Tailandia           | Irán                          | 2–0                | Kuwait                        | China                         | 3–0            | Tailandia            |
| 2002 detalles | Busan, Corea del Sur         | Irán sub-23                   | 2–1                | Japón sub-23                  | Corea del Sur sub-23          | 3–0            | Tailandia sub-23     |
| 2006 detalles | Doha, Catar                  | Catar sub-23                  | 1–0                | Irak sub-23                   | Irán sub-23                   | 1–0 t.s.       | Corea del Sur sub-23 |
| 2010 detalles | Cantón, China                | Japón sub-23                  | 1–0                | Emiratos Árabes Unidos sub-23 | Corea del Sur sub-23          | 4–3            | Irán sub-23          |
| 2014 detalles | Incheon, Corea del Sur       | Corea del Sur sub-23          | 1–0 t.s.           | Corea del Norte sub-23        | Irak sub-23                   | 1–0            | Tailandia sub-23     |
| 2018 detalles | Yakarta–Palembang, Indonesia | Corea del Sur sub-23          | 2–1 t.s.           | Japón sub-23                  | Emiratos Árabes Unidos sub-23 | 1–1 (4–3 pen.) | Vietnam sub-23       |
| 2022 detalles | Hangzhou–Zhejiang, China     |                               |                    |                               |                               |                |                      |

*Torneo sub-23 desde 2002. 

1 El título fue compartido. 

2 Arabia Saudita ganó el partido por el tercer lugar por defecto después de que el equipo de Corea del Norte fuera sancionado con una suspensión de dos años por agredir a los oficiales al final de su semifinal. 

3 La clasificación masculina de los Juegos Asiáticos 2022 se pospuso debido a la pandemia de COVID-19

## Títulos por País
| Equipo                 | Oro                                | Plata                | Bronce                |
| ---------------------- | ---------------------------------- | -------------------- | --------------------- |
| Corea del Sur          | 5 (1970, 1978, 1986*, 2014*, 2018) | 3 (1954, 1958, 1962) | 3 (1990, 2002*, 2010) |
| Irán                   | 4 (1974*, 1990, 1998, 2002)        | 2 (1951, 1966)       | 1 (2006)              |
| India                  | 2 (1951*, 1962)                    |                      | 1 (1970)              |
| Birmania               | 2 (1966, 1970)                     |                      | 1 (1954)              |
| China Taipéi           | 2 (1954, 1958)                     |                      |                       |
| Japón                  | 1 (2010)                           | 2 (2002, 2018)       | 2 (1951, 1966)        |
| Corea del Norte        | 1 (1978)                           | 2 (1990, 2014)       |                       |
| Irak                   | 1 (1982)                           | 1 (2006)             | 1 (2014)              |
| Catar                  | 1 (2006*)                          |                      |                       |
| Uzbekistán             | 1 (1994)                           |                      |                       |
| Kuwait                 |                                    | 2 (1982, 1998)       | 2 (1986, 1994)        |
| China                  |                                    | 1 (1994)             | 2 (1978, 1998)        |
| Arabia Saudita         |                                    | 1 (1986)             | 1 (1982)              |
| Emiratos Árabes Unidos |                                    | 1 (2010)             | 1 (2018)              |
| Israel                 |                                    | 1 (1974)             |                       |
| Malasia                |                                    |                      | 2 (1962, 1974)        |
| Indonesia              |                                    |                      | 1 (1958)              |

* = anfitrión